# Špýchar usedlosti čp. 28 (Loukonosy)
Špýchar usedlosti čp. 28 v Loukonosech je hospodářská budova z 1. poloviny 19. století.  V roce 1999 byl Ministerstvem kultury České republiky prohlášen kulturní památkou České republiky.

## Popis
Jedná se o významnou ukázku empírového slohového vlivu ve vesnické architektuře Pocidliní. Příklad je v tomto regionu poměrně vzácný, protože zděná zástavba (dříve byla preferována roubená zástavba) se v oblasti začala rozvíjet až v období ústupu empíru a nástupu utilitarismu, případně historizujících slohů.
Budova z opuky a cihel má obdélníkový půdorys a je završena sedlovou střechou krytou bobrovkami. V ní je nad východní stěnou umístěn vikýř. Stěny jsou zakončeny fabionovou římsou. Nejzajímavějším prvkem je severní průčelí, které je členěné v úrovni stěny širokými nárožními pilastry, v úrovni štítu potom slepou arkádou. V arkádě je umístěn půlkruhem zaklenutý výklenek pro svatou sošku, který je plasticky orámován a stojí na římse.
V roce 1999 byl objekt prohlášen chráněnou kulturní památkou. V roce 2009 se vlastníci stavby vyjádřili, že chtějí přistoupit k její obnově.
Budova tvoří hodnotný celek s bezprostředně sousedícím špýcharem usedlosti čp. 1.